# 高山村歴史民俗資料館
高山村歴史民俗資料館（たかやまむられきしみんぞくしりょうかん）は、長野県上高井郡高山村にある博物館。1984年に旧高井小学校牧分校の跡地に建設された。

## 概要
- 「暮らし、生活、再発見」 村の生活歴

江戸時代から近世にかけての農家の暮らしを、生活用具と年中歴で紹介。いろりを中心とした農家の内部を再現している。稲作、養蚕、わら細工の用具などを展示している。
- 「先祖のくらしをさぐる」湯倉の洞窟遺跡

高山村にある湯倉洞窟は縄文早期から近世までの遺跡が13層に分かれて出土した複合遺跡で、量、質ともに学術的に貴重な遺跡である。約7,000年前の縄文初期20代の女性成の屈葬抱き石の様子を発掘時の状態で展示している。
- 「地元に開花した陶芸」藤沢焼

藤沢焼は、江戸時代末期、高井野藩藤沢で生産された吉向焼（隣接する須坂藩の焼きもの）の流れをくむ磁器である。材料を採取した地名から三俣焼とも呼ばれる。作品や登り窯での製作の様子を展示している。
- 「蝶の標本展示」

大阪府営箕面公園初代館長を務めその後高山村に移住した滝尾増夫の収集した蝶の標本20箱を展示している。2005年頃からは、滝尾の教えを受けた昆虫愛好家の岩藤、佐藤、橋留等により、蝶だけでなく蛾、蝉、カメムシ、甲虫などの展示が追加されている。

## 利用情報
- 休館日：月曜日（休日の場合は翌日）、休日の翌日、12月28日～1月3日
- 開館時間：9時～16時
- 入館料：個人一般100円（小中学生50円）、団体一般80円（小中学生40円）

## 周辺情報
- 歴史公園信州高山一茶ゆかりの里一茶館
- 信州高山温泉郷